# Anabasis
- Commons
- Wikispecies

Anabasis L. é um género botânico pertencente à família Amaranthaceae, subfamília Salsoloideae, tribo Salsoleae.

## Sinonímia
- Brachylepis C.A.Mey.
- Esfandiaria Charif & Aellen
- Fredolia (Coss. & Durieu ex Bunge) Ulbr.

## Espécies
| - Anabasis articulata - Anabasis glomerata - Anabasis oropediorum | - Anabasis setifera - Anabasis syriaca |

- Lista completa

## Classificação do gênero
| Sistema | Classificação                    | Referência               |
| ------- | -------------------------------- | ------------------------ |
| Linné   | Classe Pentandria, ordem Digynia | Species plantarum (1753) |